# Габет

Принцип работы. A — нагревательный элемент, B — пар под давлением, C — действие сил и направление потоков, D — кофе

Габе́т (вакуумный или балансирный сифон, венская сифонная машина) — устройство для варки кофе, применявшееся с 1840-х гг. до середины XX века. В настоящее время производятся в основном в качестве сувениров и штучных подарков. Кофе, полученный сифонным способом, обладает мягким, деликатным вкусом и высоко ценится среди экспертов.

## Устройство
Габет представляет собой два сифона, уравновешивающихся при первичной загрузке на балансире. При этом один из них заполняется холодной водой, что удерживает открытой крышку спиртовой горелки, нагревающей этот же сифон. Во второй насыпают молотый кофе. Оба сифона соединены трубкой-балансиром, через которую из первого сифона во второй попадает горячая вода, орошая кофе. При этом второй сифон опускается, а первый поднимается, гася спиртовую горелку. При остывании первого сифона, сжимающийся воздух втягивает заваренный кофе из второго сифона обратно в первый. Первый сифон снабжён краником для розлива напитка.

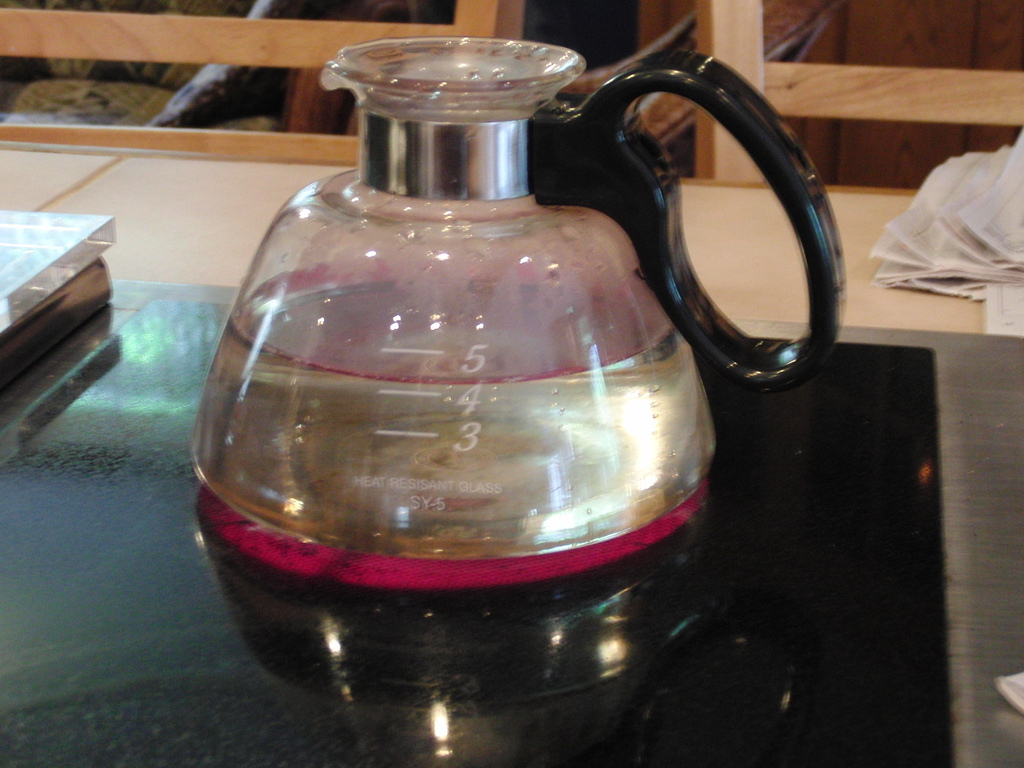
1. Вода нагревается до состояния кипения в стеклянном графине.
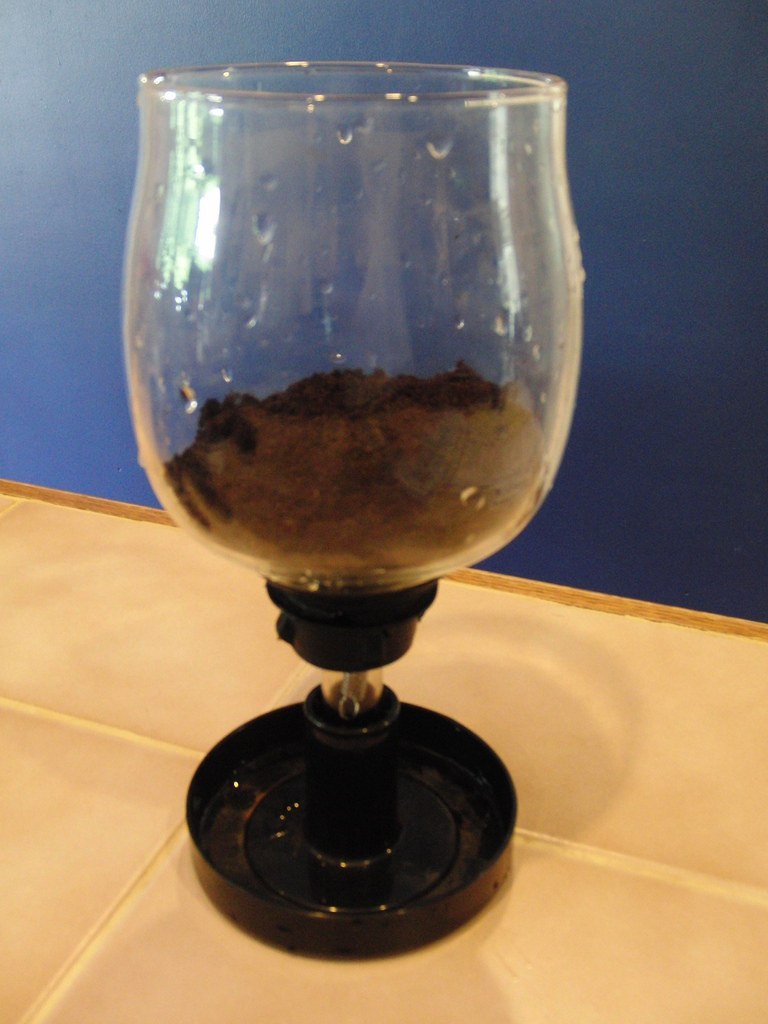
2. Кофе помещается в стеклянный контейнер.
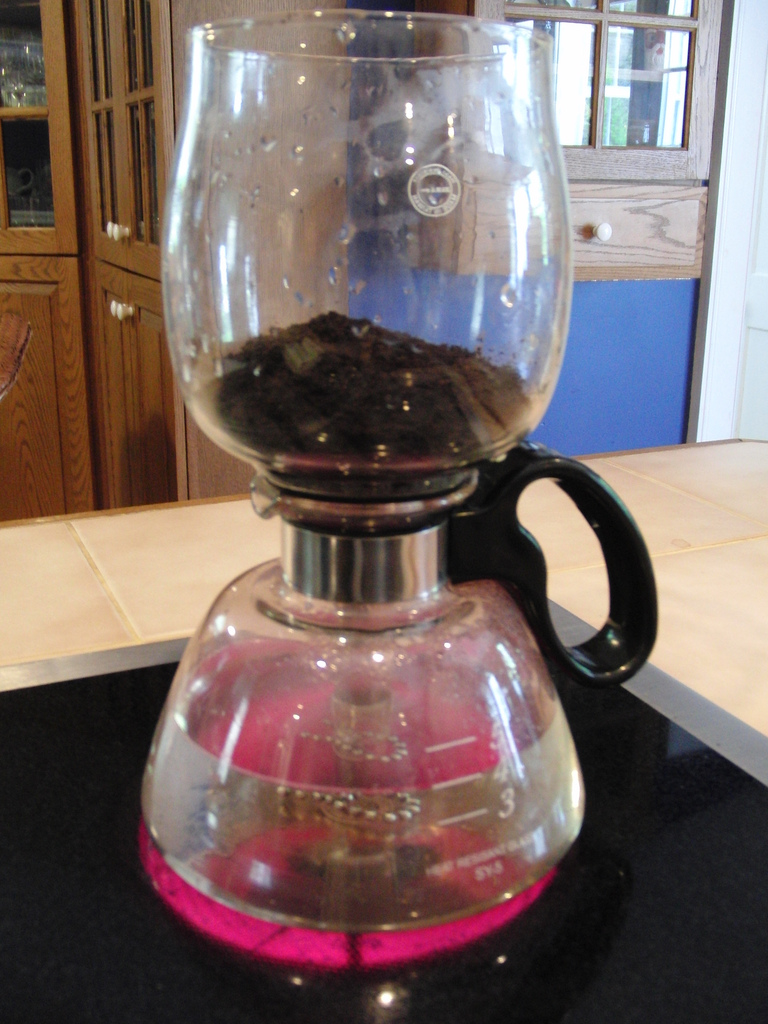
3. Контейнер с кофе вставляется в стеклянный графин.
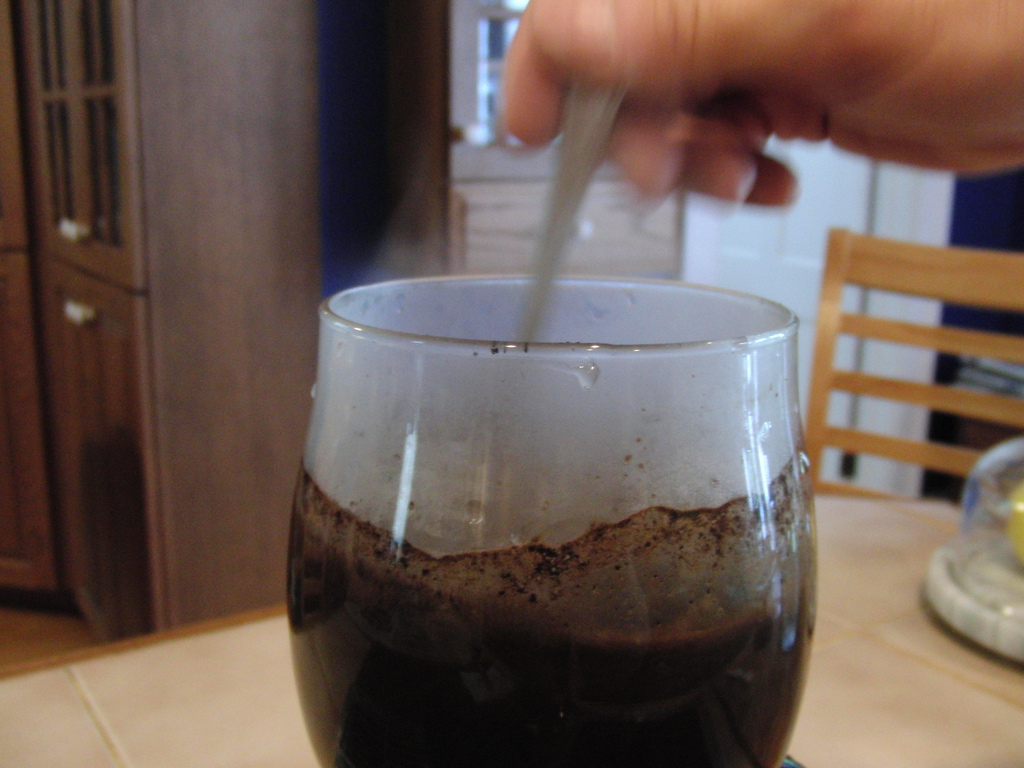
4. Горячая вода проходит через контейнер с кофе.
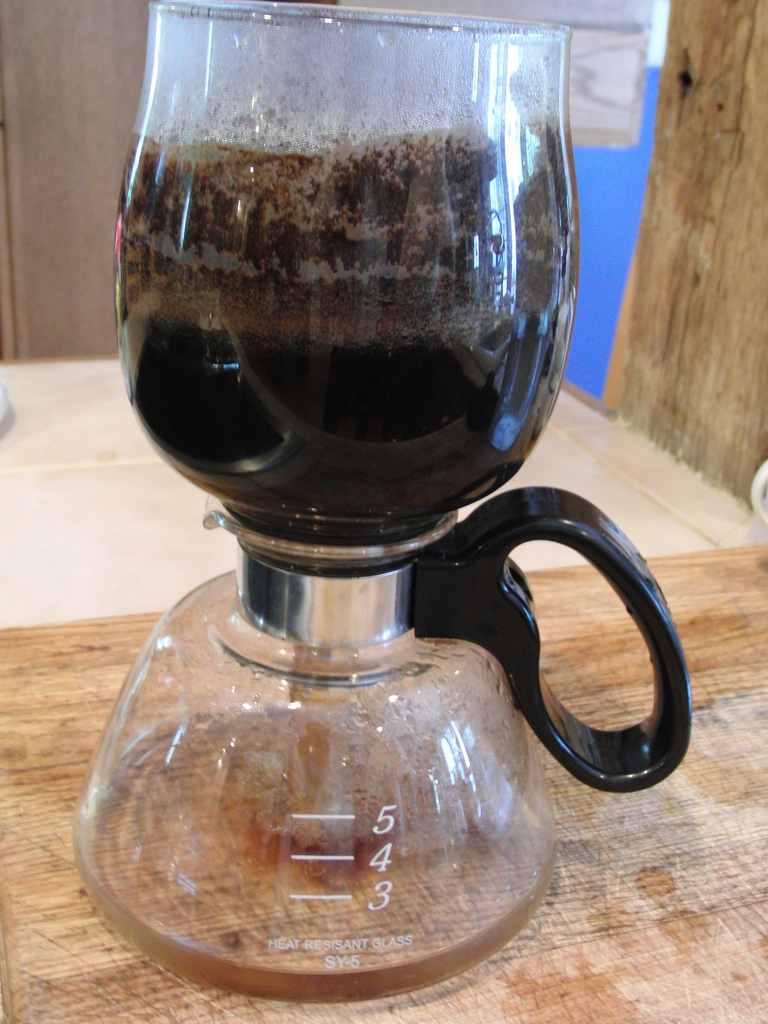
5. Когда кофе сварен, графин снимают с нагревающей поверхности.
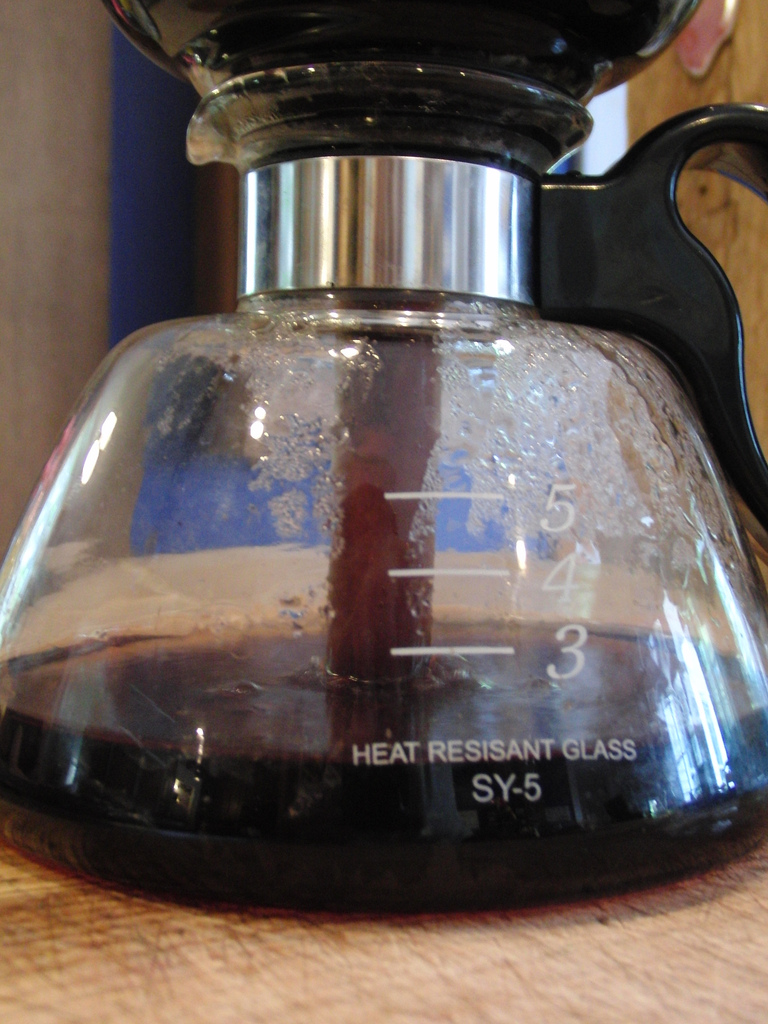
6. Из графина убрана вода и пар, графин охлаждён, в него начинает перетекать через фильтр кофе.
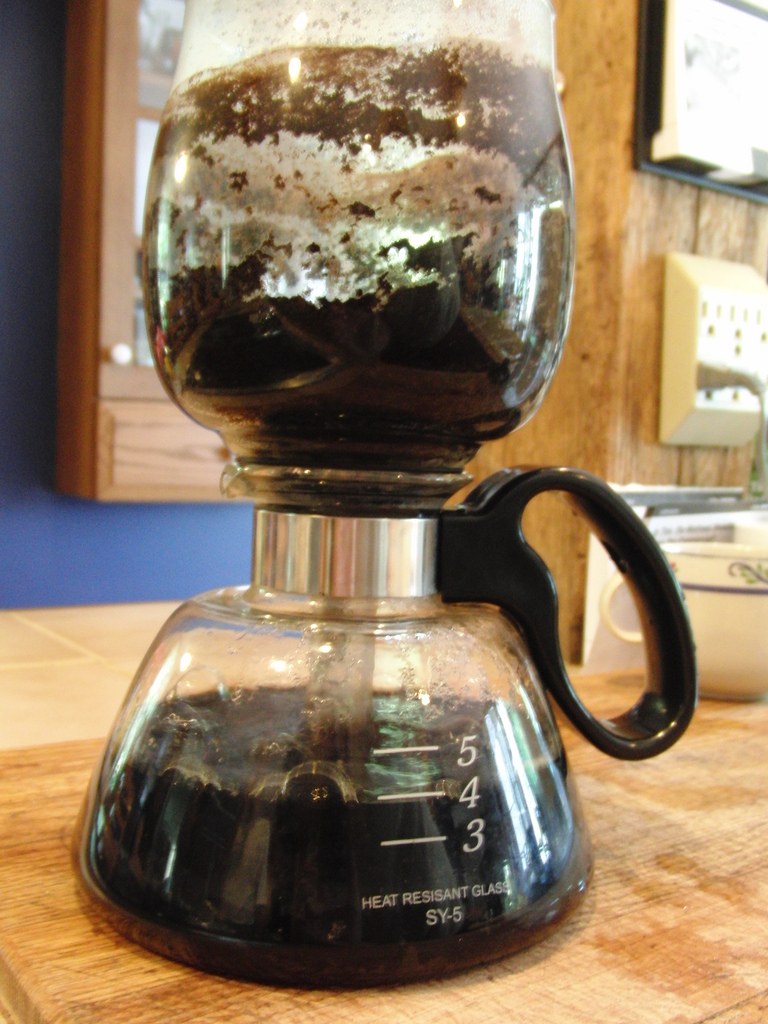
7. Заваренный кофе полностью готов и находится в нижнем стеклянном графине.

## История
Автор идеи балансирного сифона доподлинно неизвестен, однако первый патент на подобное устройство был выдан в Берлине в 1830-е гг. некому Лёффу (Loeff). Француз Луи Габе, фамилия которого дала обиходное название сифонной машине, усовершенствовал её устройство в 1844 году. Приготовление кофе сифонным способом, прямо на глазах у гостей, быстро вошло в обиход гостиных викторианской эпохи.
В течение XIX века было произведено множество усовершенствований конструкции габетов, но все они имели один недостаток — сифоны производились из обычного стекла (хрупкого и нетермостойкого). Технология промышленного производства жаропрочного стекла в то время ещё не была разработана. Вместе с тем наступавший век электричества дал толчок к развитию электрических кофе-машин других конструкций и балансирные сифоны были забыты.

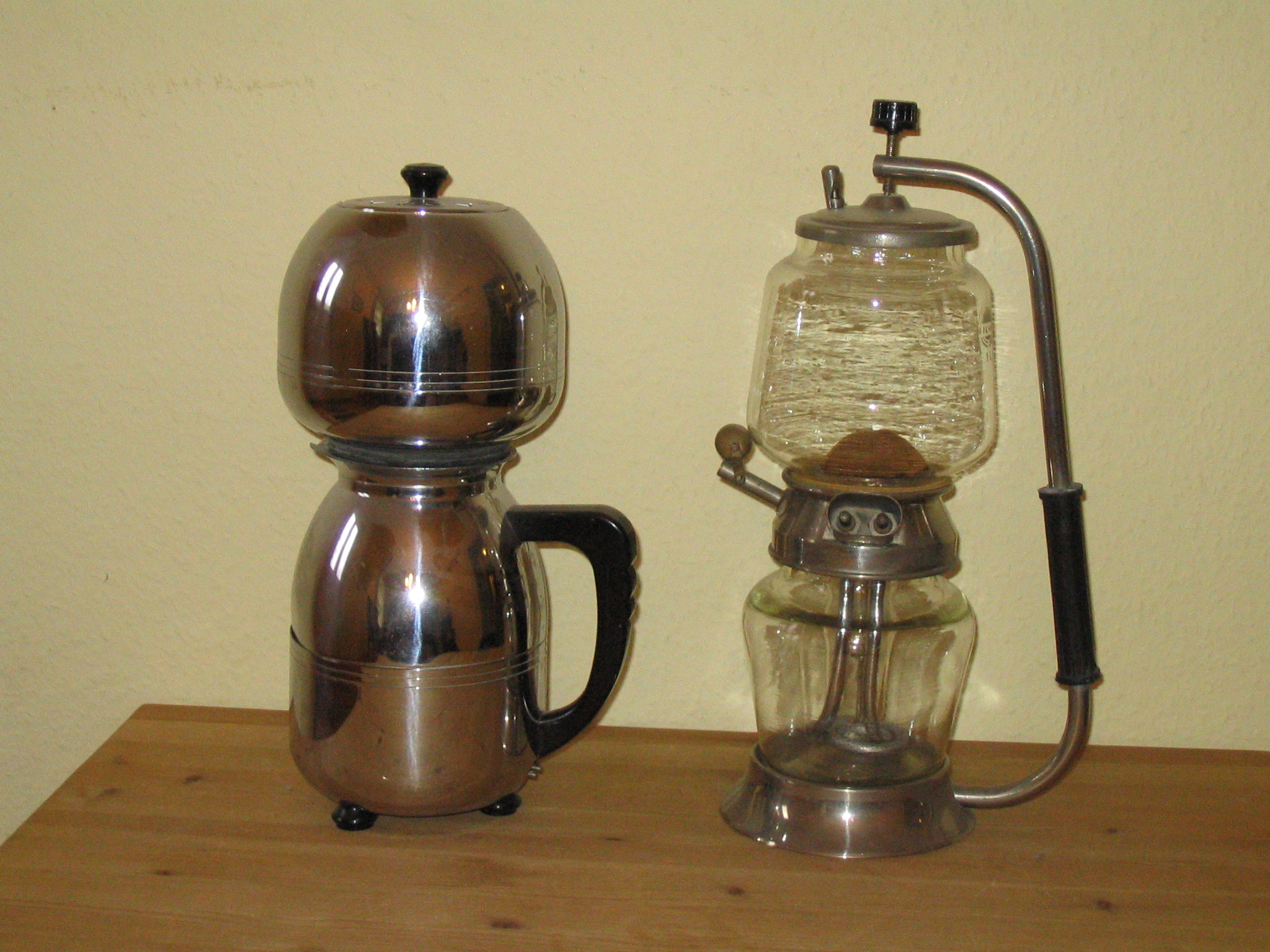
Электрические
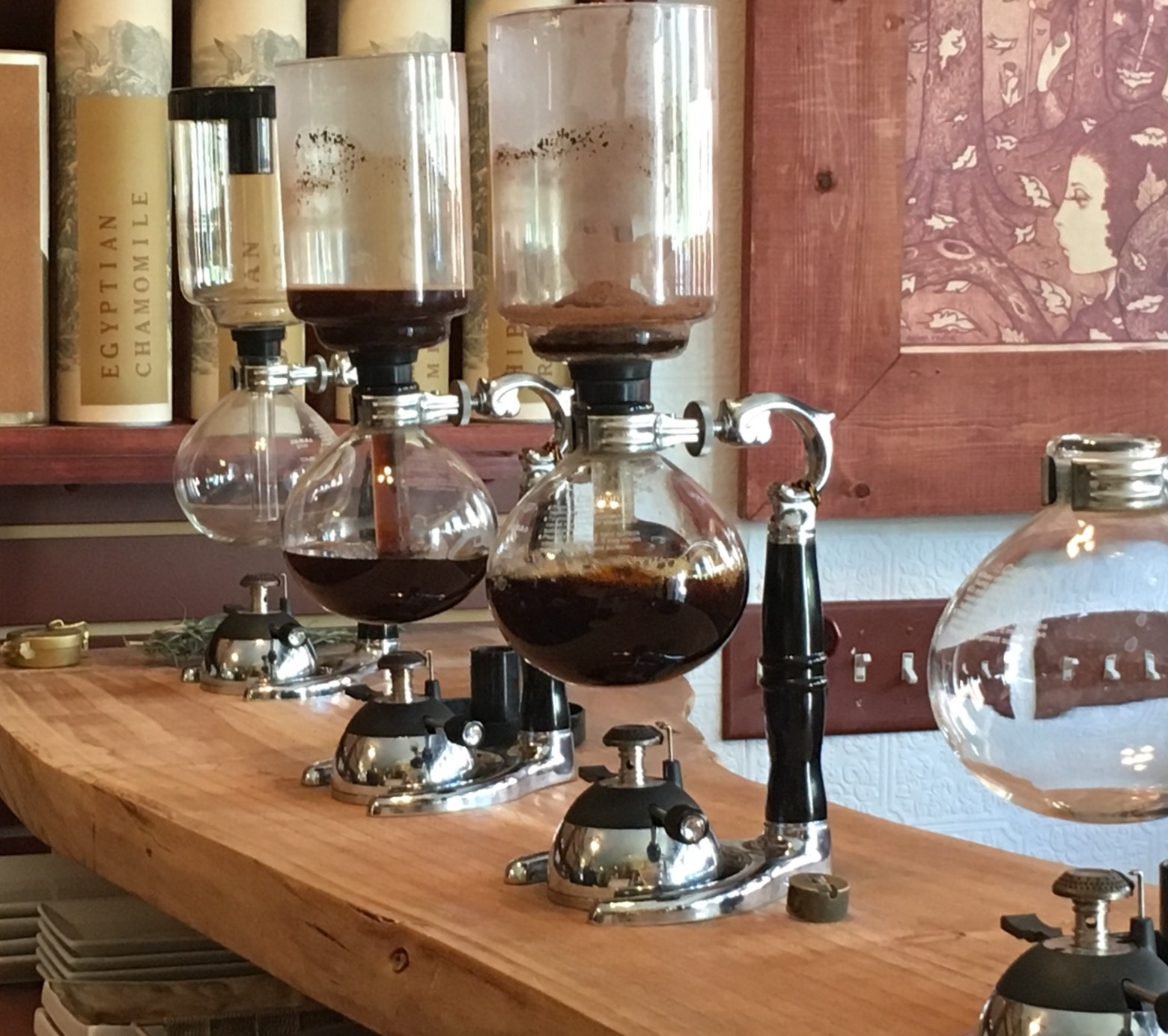
Стеклянные с горелкой